# Alan McInally
Alan Bruce McInally (* 10. Februar 1963 in Ayr, Schottland) ist ein ehemaliger schottischer Fußballspieler und heutiger Sportkommentator.

## Karriere

### Vereine
Aus der Jugend von Ayr United, einem in seinem Geburtsort ansässigen Fußballverein hervorgegangen, rückte McInally 17-jährig in die – in der zweitklassigen First Division spielende – erste Mannschaft auf, für die er von 1980 bis 1984 32 Tore in 93 Ligaspielen erzielte.
Danach verpflichtete ihn der Erstligist Celtic Glasgow, für den er in drei Spielzeiten 17 Tore in 65 Ligaspielen erzielte. Ähnlich erfolgreich war er auch nach seinem Wechsel zum englischen Zweitligisten Aston Villa; in zwei Spielzeiten bis 1989 – darunter der Aufstieg 1988 in die erstklassige First Division – erzielte er 18 Tore in 59 Spielen.
Für eine Ablösesumme von 3,3 Millionen D-Mark wechselte er in der Sommerpause 1989 zum FC Bayern München in die deutsche Bundesliga. Am 29. Juli 1989 (1. Spieltag) gab McInally seinen Einstand in der Liga, als ihm für München beim 3:2-Sieg im Heimspiel gegen den 1. FC Nürnberg gleich zwei Tore gelangen. Die erste von drei Spielzeiten sollte seine erfolgreichste sein. An die zehn Tore – darunter drei Doppeltorerfolge in 31 Ligaspielen – sollte er verletzungsbedingt weder anknüpfen noch die deutsche Meisterschaft zum Abschluss seiner ersten Saison wiederholen können. Des Weiteren spielte er zehnmal im Europapokal der Landesmeister und erzielte drei Tore; erstmals am
18. April 1990 im Halbfinal-Rückspiel mit dem Treffer zum 2:1-Sieg nach Verlängerung gegen den AC Mailand in München der – aufgrund der Auswärtstorregel – zum Erreichen des Finales nicht reichte, letztmals am 6. November 1990 im Achtelfinal-Rückspiel beim 3:0-Sieg bei ZSKA Sofia mit dem Treffer zum Endstand in der 84. Minute. Darüber hinaus wurde er in seiner ersten Saison auch in drei Spielen um den DFB-Pokal eingesetzt – blieb allerdings ohne Torerfolg.
Aufgrund einer schweren Knieverletzung kam er in der Saison 1991/92 lediglich zweimal in der Bundesliga zum Einsatz. McInally wurde dreimal am Meniskus operiert. Der FC Bayern München erfüllte den Vertrag des Stürmers bis Sommer 1993, faktisch gehörte McInally der Mannschaft in der Saison 1992/93 nicht mehr an. Nach seinem Abschied aus München und dem Auskurieren seiner Verletzung ließ er seine Karriere im Juni 1994 beim Erstliga-Aufsteiger FC Kilmarnock – mit nur acht Einsätzen und ohne Torerfolg – ausklingen.

### Nationalmannschaft
Durch eine starke Saisonleistung 1988 wurde er in die A-Nationalmannschaft seines Landes berufen, für die er am 8. Februar 1989 in Limassol – im Rahmen der Weltmeisterschaft-Qualifikation – beim 3:2-Sieg über die Auswahl Zyperns seinen Einstand gab. In seinem zweiten Länderspiel, am 30. Mai 1989 in Glasgow, beim 2:0-Sieg über die Auswahl Chiles, erzielte er mit dem Führungstreffer in der 5. Minute auch sein erstes von drei Toren. Er gehörte auch der Nationalmannschaft an, die bei der Weltmeisterschaft 1990 in Italien nicht nur überraschend mit 0:1 gegen die Auswahl Costa Ricas verlor, sondern auch in der Vorrunde ausschied.

## Erfolge
Celtic Glasgow
- Schottischer Pokalsieger 1985
- Schottischer Meister 1986

Bayern München
- Deutscher Meister 1990
- DFB-Supercup-Sieger 1990

## Sonstiges
1979 und 1980 gewann er mit seinem Jugendverein Ayr United den Gothia Cup, das größte Fußballturnier der Welt, bezogen auf die Teilnehmerzahl, und wurde 30 Jahre nach Bestehen in das All-Star-Team gewählt.
Zwischenzeitlich war Alan McInally als Scout für den FC Bayern München tätig. Heute arbeitet er als Sportkommentator für Sky, außerdem übernimmt McInally zusammen mit Martin Tyler, Alan Smith, Clive Tyldesley und Andy Townsend derzeit jährlich die Rolle als einer der britischen Kommentatoren in der Videospiel-Reihe FIFA.